# Неферу III
Неферу III (името ѝ означава Красива) е царица на Древен Египет от дванадесета династия. Тя е дъщеря на Аменемхет I, съпруга на Сенусерт I и майка на Аменемхет I II.
Тя е едно от четирите известни деца на Аменемхет I. Омъжва се за брат си Сенусерт и е единствената известна негова съпруга. Посочена е като негова жена в „Историята на Синухе“. Нейното име се появява на фрагментите в пирамидата на баща ѝ в Лищ и в параклиса на сина ѝ Serabit ел-Khadima, построен за Сенусрет I. Тя има пирамида в пирамидалния комплекс на съпруга си, но е възможно да не е погребана там, а в Дахшур, близо до сина си.
Титлите ѝ са: Царска дъщеря; Царска съпруга; Царска майка.